# Список мостов и тоннелей Нью-Йорка
Нью-Йорк известен своими многочисленными реками и бухтами, которые в прошлом сделали город одним из важнейших центров торговли. Постепенно по мере развития города, помимо речного, развивался автомобильный и железнодорожный транспорт. Связать районы города было необходимо, что повлекло за собой строительство многочисленных мостов и тоннелей. На сегодняшний день более двух тысяч мостов и тоннелей в штате обеспечивают бесперебойное автомобильное и железнодорожное сообщение по всему региону. Большинство из этих объектов инфраструктуры находятся под управлением семи основных городских организаций: New York City Department of Transportation, Port Authority of New York and New Jersey, Metropolitan Transportation Authority (МТА), New York State Department of Transportation, New York City Department of Environmental Protection (DEP), Amtrak и New York City Department of Parks and Recreation.
Многие самые крупные мосты и тоннели в городе ставили новые рекорды. Тоннель Холланда стал самым первым автодорожным тоннелем в мире. Бруклинский мост (с 1883 по 1903 годы), Вильямсбургский мост (с 1903 по 1924 годы), мост Джорджа Вашингтона (с 1931 по 1937 годы), мост Верразано (с 1964 по 1981 годы) — все они были самыми длинными подвесными мостами в мире.
Данный список включает в себя мосты и тоннели, проходящие соответственно над и под водными преградами — реками, каналами и бухтами. Он не включает проходящие над и под сушей эстакады и тоннели метро и прочие путепроводы и тоннели.

## Мосты
Открытие первого нью-йоркского моста датируется 1693 годом, когда был возведён так называемый Королевский мост (King’s Bridge). Этот мост соединял Манхэттен и Бронкс через Спайтен-Дайвил-Крик и представлял собой два каменных береговых устоя и один деревянный пролёт. Этот мост был снесён в 1917 году. Самым старым мостом, сохранившимся до нашего времени, является мост Хай-Бридж (дословно — Высокий мост), построенный в 1848 году через реку Гарлем. Первое официальное название этого моста — Акуидакт-Бридж (Aqueduct Bridge) — говорит об историческом назначении этого моста: в первоначальном проекте (позже мост перестраивался) он был построен как часть системы акведука Кротон.
Из всех мостов и тоннелей Нью-Йорка 11 объектов инфраструктуры имеют статус городской достопримечательности и Национального исторического памятника. Среди них один тоннель — тоннель Холланда, построенный в 1927 году и удостоенный этого статуса в 1993 году, — и десять мостов: мост Джорджа Вашингтона и Хай-Бридж, мост Хелл-Гейт и мост Куинсборо, Бруклинский и Манхэттенский мосты, мост Макомбс Дем и мост Карролл-стрит, Университетский и Вашингтонский мосты.
В Нью-Йорке представлены чуть ли не все виды мостов с точки зрения их назначения: автомобильные, железнодорожные, метромосты, пешеходные и велосипедные, зачастую сочетая в себе сразу несколько функций. Мост Джорджа Вашингтона, соединяющий Нью-Йорк со штатом Нью-Джерси, является самым оживлённым мостом по транспортному потоку. Многие мосты считаются одними из самых красивых во всём мире.

## Тоннели
Каждый из тоннелей, которые пересекают реку Гудзон и Ист-Ривер, считался чудом инженерии на момент открытия и в первые годы эксплуатации. Тоннель Холланда, пересекающий реку Гудзон и открытый в 1927 году, является самым старым автомобильным тоннелем в мире и первым проектом, где была решена проблема вентиляции тоннелей. Тоннель Куинс — Мидтаун, открытый спустя 13 лет, в 1940 году, помог разгрузить заторы на городских мостах, которые плохо справлялись с подобной нагрузкой. Полосы в этом тоннеле были запроектированы шире, чем в тоннеле Холланда, специально для совершенствующегося автомобильного транспорта. Следующий тоннель открылся в городе спустя 10 лет: в 1950 году. Это тоннель Хью-Керри, известный под названием тоннель Бруклин — Бэттери. Он стал самым протяжённым подводным тоннелем в мире. Все эти тоннели были спроектированы одним инженером: Оле Сингстедом, который сумел все свои проекты воплотить в жизнь.
В списке представлены основные городские тоннели, соединяющие остров Манхэттен — месторасположение исторического центра Нью-Йорка — с тремя другими боро города (за исключением Статен-Айленда) и штатом Нью-Джерси.

## Комментарии
1. ↑  Со стороны Манхэттена южные пути моста переходят в линию Бродвея, Би-эм-ти (маршруты N круглосуточно, кроме ночи, и Q круглосуточно), а северные в линию Шестой авеню, Ай-эн-ди (маршруты B в будни днём и вечером до 23:00 и D круглосуточно). Со стороны Бруклина все пути приходят на станцию Декалб-авеню, после чего разветвляются на линии Четвёртой авеню, Би-эм-ти и Брайтон, Би-эм-ти.
2. ↑  Мост соединяет линии Нассо-стрит, Би-эм-ти и Джамейка, Би-эм-ти (маршруты: J круглосуточно, M круглосуточно, кроме ночи, и Z в часы пик в пиковом направлении).
3. ↑  Также пересекает реку Гарлем.
4. ↑  Официальное название — Арочный мост через Ист-Ривер (англ. East River Arch Bridge). Название «Врата ада» было известно с 1614. Считается, что канал получил его, поскольку представлял опасность для судоходства, но на самом деле оно происходит от нидерландского названия Hellegat (Прекрасный пролив), данного мореплавателем А. Блоком.
5. ↑  Закрыт.
6. ↑  Мост входит в состав линии Бродвея и Седьмой авеню, Ай-ар-ти (маршрут 1 круглосуточно).
7. ↑  Складывается сдвигом отдельных частей.
8. ↑  Мост входит в состав линии Калвер, Ай-эн-ди (маршруты F круглосуточно и G круглосуточно). На мосту находится станция Смит-стрит — Девятая улица.
9. ↑  Первоначально был открыт только ферменный метромост, высотой 26,7 метров. Автомобильный лифтовой мост был построен в 1999 году прямо под эстакадой моста, тем самым объединив две части моста в единую конструкцию.
10. ↑  Мост Гамильтон-авеню представляет собой сооружение из двух отдельных мостов, каждый из которых имеет четыре полосы для движения автотранспорта и тротуар. Мосты находятся друг над другом.
11. ↑  Мост входит в состав линии Рокавей, Ай-эн-ди (маршруты A круглосуточно и S (челнок Рокавей-парка) в выходные летом).
12. ↑  Мост входит в состав линии Рокавей, Ай-эн-ди (маршруты A круглосуточно и S (челнок Рокавей-парка) круглосуточно).
13. ↑  Тоннель входит в состав линии Лексингтон-авеню, Ай-ар-ти (маршруты 4 круглосуточно и 5 в будни днём).
14. ↑  Тоннель входит в состав линии Четвертой авеню, Би-эм-ти (маршруты: N ночью, R круглосуточно и W часть рейсов в часы пик в пиковом направлении).
15. ↑  Тоннель входит в состав линии Бродвея и Седьмой авеню, Ай-ар-ти (маршруты 2 круглосуточно и 3 круглосуточно, кроме ночи).
16. ↑  Тоннель входит в состав линии Восьмой авеню, Ай-эн-ди (маршруты A круглосуточно и C круглосуточно, кроме ночи).
17. ↑  Тоннель входит в состав линии Шестой авеню, Ай-эн-ди (маршруты F круглосуточно и <F> в часы пик в пиковом направлении).
18. ↑  Тоннель входит в состав линии Канарси, Би-эм-ти (маршрут L круглосуточно).
19. ↑  Тоннель входит в состав линии Флашинг, Ай-ар-ти (маршруты 7 круглосуточно и <7> в часы пик в пиковом направлении).
20. ↑  |Тоннель входит в состав линии Куинс-бульвара, Ай-эн-ди (маршруты E круглосуточно и M в будни днём и вечером).
21. ↑  Тоннель входит в состав линии Бродвея, Би-эм-ти (маршруты: N круглосуточно, R круглосуточно, кроме ночи, и W в будни днём и вечером до 23:00).
22. ↑  Верхний уровень тоннеля входит в состав линии 63-й улицы, Ай-эн-ди (маршруты F круглосуточно и <F> в часы пик в пиковом направлении). Нижний уровень будет использоваться для соединения Железной дороги Лонг-Айленда с Центральным вокзалом.
23. ↑  Тоннель входит в состав линии Лексингтон-авеню, Ай-ар-ти (маршруты: 4 круглосуточно, кроме часов пик в пиковом направлении, 5 круглосуточно, кроме ночи, 6 круглосуточно и <6> в будни днём в пиковом направлении).
24. ↑  Тоннель входит в состав линии Уайт-Плейнс-роуд, Ай-ар-ти (маршрут 2 круглосуточно).
25. ↑  Тоннель входит в состав линии Конкорс, Ай-эн-ди (маршруты B в часы пик и D круглосуточно, кроме часов пик в пиковом направлении).
26. 1 2  Используется пригородными поездами компании PATH.
27. ↑  Тоннель состоит из трёх тоннелей, которые считаются единой конструкцией. Его открытие состоялось по частям: последний, третий тоннель открылся 25 мая 1957 года, в то время как первая часть была сдана в эксплуатацию ещё в 1937 году.
28. ↑  Тоннель входит в состав линии Кросстаун, Ай-эн-ди (маршрут G круглосуточно).